# Соматизированное расстройство
Соматизи́рованное расстройство — психическое (невротическое) заболевание, проявляющееся навязчивыми и катастрофическими жалобами пациента на соматические симптомы, которые не подтверждаются клиническими обследованиями. У пациентов возникают негативные реакции на попытки разъяснения природы их страдания психологическими причинами. Жалобы отличаются полиморфизмом и нетипичностью. Для постановки диагноза заболевания необходимо учитывать длительность заболевания от двух лет, часто в сочетании с тревожными расстройствами и депрессивным фоном. В связи с этим заболеванием, поведением пациента возникают внутрисемейные проблемы в отношениях.

## Формы соматизированных расстройств
Ангионевроз, кардиоспазм, синдром гипервентиляции (психогенная одышка), синдром раздраженного желудка, синдром раздраженной толстой кишки, и пр.
Может возникать по типу трансформирования страха, вызванного внутрипсихическими конфликтами, в соматизированные симптомы. Феномен соматизированных расстройств является доказательством связи между психикой и сомой.
Диагноз подтверждается наличием более двух лет сохраняющихся жалоб, без подтверждения объективными клиническими обследованиями, конфликтное поведение в отношении врачей, пытающихся разубедить пациентов в соматической природе их страданий, наличием депрессивного фона настроения или повышенной тревожности, демонстративностью.
Необходимо дифференцировать с ипохондрическим бредом, соматическими расстройствами, которые также могут возникать у этих пациентов, ипохондрическими расстройствами, с сознательной симуляцией болезни.
Постоянное обращение за медицинской помощью, прохождение обследований, поздняя диагностика соматизированных расстройств, приводит к значительным экономическим проблемам. Такой больной занимает намного больше времени врачей в сравнении с соматическим больным.